# Minuskuł 658 (Gregory-Aland)
Minuskuł 658 (wedle numeracji Gregory-Aland), ε 1215 (w numeracji von Sodena) – rękopis Nowego Testamentu pisany minuskułą na pergaminie w języku greckim. Datowany jest na wiek XII/XIII. Na liście Scrivenera rękopis znajduje się pod numerem 636.

## Opis rękopisu
Kodeks zawiera tekst czterech Ewangelii na 220 pergaminowych kartach (21 na 15 cm). Tekst pisany jest w jednej kolumnie na stronę, 29 linii w kolumnie. Kodeks zawiera ponadto osiem lekcji z Listów Pawła.
Tekst podzielony został według rozdziałów (gr. κεφαλαια), których numery umieszczone zostały na lewym marginesie tekstu, a ich tytuły (τιτλοι) na górnym marginesie. Rękopis stosuje ponadto inny system podziału według mniejszych jednostek – Sekcji Ammoniusza (w Marku 241 sekcji, ostatnia w 16,20), których numery umieszczono na lewym marginesie tekstu, wraz z odniesieniami do Kanonów Euzebiusza. Odniesienia do Kanonów Euzebiusza znajdują się w tej samej linii co numery Sekcji Ammoniusza.
Zawiera Epistula ad Carpianum, tablice Euzebiusza, tablice κεφαλαια (spis treści) umieszczone przed każdą Ewangelią, noty do czytań liturgicznych, oraz księgi liturgiczne z żywotami świętych - Synaksarion i Menologium.

## Tekst kodeksu
Grecki tekst kodeksu przekazuje tekst bizantyński. Kurt Aland nie zaklasyfikował go do żadnej kategorii rękopisów Nowego Testamentu.
Tekst kodeksu nie był badany według tzw. Claremont Profile Method (trzy rozdziały w Ewangelii Łukasza 1; 10; 20).
W Ewangelii Jana 8,8 tekst kodeksu zawiera unikatowy dodatek: ἕνος ἑκάστου αὐτῶν τὰς ἁμαρτίας (grzechy każdego z nich). Ten wariant tekstualny zawiera Kodeks Naniański, minuskuły 73, 95, 331, 364, 700, 782, 1592 oraz niektóre ormiańskie rękopisy. Minuskuł 652 ma ten wariant na marginesie naniesiony przez późniejszą rękę. Minuskuł 264 zawiera go w Jan 8,6.

## Historia
Kodeks datowany jest obecnie na XII albo XIII wiek. W 1291 roku rękopis został podarowany przez prezbitera Nikefora klasztorowi św. Katarzyny na Synaju. Został przywieziony z Synaju do Berlina przez Heinricha Brugscha wraz z kodeksem 653 i 654. Rękopis przechowywany był w Berlinie w Pruskiej Bibliotece Narodowej, pod numerem katalogowym Graec. quarto 47. W roku 1876 jedną stronę kodeksu opublikował metodą facsimile Wilhelm Wattenbach. W roku 1887 kodeks widział Gregory.
Kiedy pod koniec 1943 roku wzrosła częstotliwość bombardowań Berlina, Pruska Biblioteka Narodowa wysłała część swoich zbiorów (wśród nich minuskuł 658) z Berlina na Śląsk, dla ich bezpiecznego przechowania. W rezultacie powojennych zmian granic zbiory te znalazły się w Polsce i zostały przewiezione do Biblioteki Uniwersytetu Jagiellońskiego.
Kodeks przechowywany jest obecnie w Bibliotece Jagiellońskiej, w kolekcji „Fonds der Berliner Handschriften” (Graec. quarto 47), w Krakowie.